# Europejski Komitet Normalizacyjny Elektrotechniki
| Państwa członkowskie  |
| Państwa stowarzyszone |

Europejski Komitet Normalizacyjny Elektrotechniki (fr. Comité Européen de Normalisation Electrotechnique, CENELEC) – powstał w 1973 roku, w wyniku połączenia dwóch, wcześniej istniejących, organizacji europejskich – CENELCOM i CENEL. Obecnie jest prywatnym stowarzyszeniem technicznym typu „non-profit” działającym w ramach prawa belgijskiego. Siedzibą jest Bruksela.
Misją CENELEC jest opracowywanie dobrowolnych norm z zakresu elektrotechniki i elektroniki w celu wspierania rozwoju Jednolitego Rynku Europejskiego / Europejskiego Obszaru Gospodarczego w sektorze dóbr i usług elektrotechnicznych i elektronicznych.
Członkami są Krajowe Komitety Elektrotechniki państw UE i EFTA. W Polsce rolę Komitetu Krajowego pełni Polski Komitet Normalizacyjny – PKN (jest członkiem CENELEC od 1 stycznia 2004 r.). Komitety Krajowe z krajów sąsiadujących z UE będące członkami lub członkami stowarzyszonymi Międzynarodowej Komisji Elektrotechnicznej IEC mogą ubiegać się o status afilianta.
Obecnie członkami CENELEC są: Austria, Belgia, Bułgaria, Cypr, Czechy, Dania, Estonia, Finlandia, Francja, Niemcy, Grecja, Węgry, Islandia, Irlandia, Włochy, Litwa, Łotwa, Luksemburg, Malta, Holandia, Norwegia, Polska, Portugalia, Rumunia, Hiszpania, Słowacja, Słowenia, Szwecja, Szwajcaria i Wielka Brytania.
Albania, Bośnia i Hercegowina, Chorwacja, Czarnogóra, Macedonia, Serbia, Tunezja, Turcja oraz Ukraina są obecnie członkami stowarzyszonymi, z perspektywą zostania pełnoprawnymi członkami (afiliantami).
CENELEC, tak samo jak CEN i ETSI, jest uznawany przez władze UE i EFTA za europejską organizację normalizacyjną.